# 甄宝玉
甄宝玉，《红楼梦》人物，是金陵省體仁院總裁甄應嘉之子。与金陵賈家贾宝玉同名，且外貌極為相似，比賈寶玉小一歲。作者以「甄」、「賈」之姓暗喻「真」、「假」，表現紅樓夢二元補襯的思想核心。
甄府显贵，祖上接駕過四次，與賈府一樣的功勳、世襲，兩家既是老親又是世交。前八十回目甄寶玉並没有直接出场，只由賈府中人提及，知其與賈寶玉同名同形，性情也十分相似。他自幼淘气异常，天天逃学，如要读书，必得两个女儿陪著，方能认得字，心上也明白。他认为“女儿”两字极尊贵极清净的，比那瑞兽珍禽、奇花异草更觉希罕尊贵。父亲打他打得吃疼不过时，他便“姐姐”、“妹妹”的乱叫起来。賈寶玉曾在夢中遇到甄宝玉，所以對甄宝玉充滿期待。
甄寶玉與林黛玉同樣受賈雨村啟蒙。他四歲時，賈雨村到甄家作私塾教師，但因不能忍受其祖母對甄宝玉的溺愛而辭職。甄寶玉十四歲時遭到抄家，與賈寶玉同樣曾在夢中遊歷太虛幻境。不同的是，甄寶玉夢醒後開悟，兒時的淘氣一概不要，自此立志功名，實意讀書。十八歲時與賈寶玉相見，賈寶玉認為他一心求官，是個「祿蠹」，最後兩人不歡而散。
後來甄寶玉參加鄉試中舉。聽賈蘭提起賈寶玉心迷走失，甄寶玉嘆息勸慰。十月，賈寶玉拜別賈政，回歸仙界青埂峰。甄寶玉則留在紅塵凡間，與李紈的堂妹李綺完婚，以科舉出身重振家業。
《红楼梦》前八十回中九次写道甄家：
1、第二回：冷子兴演说荣国府时，贾雨村提到江南甄家，为甄玉作一大传
2、第七回：凤姐回王夫人甄家送礼来
3、第十六回：赵嬷嬷演说甄家四次接驾盛况
4、第五十六回：甄家上京，派人到贾府请安，提到甄玉，并会见甄夫人
5、第六十四回：贾敬死，甄家送来打祭银五百两
6、第七十一回：贾母大寿，甄家送围屏
7、第七十四回：抄检大观园时，探春说：“你们今儿早起不曾议论甄家，自己家里好好的抄家……”
8、第七十五回：甄家有几个人来，又有些东西。尤氏说看邸报甄家犯了罪
9、第七十五回：王夫人告诉贾母甄家获罪，抄没家私，回京治罪等语